# Oliver S. Kelly

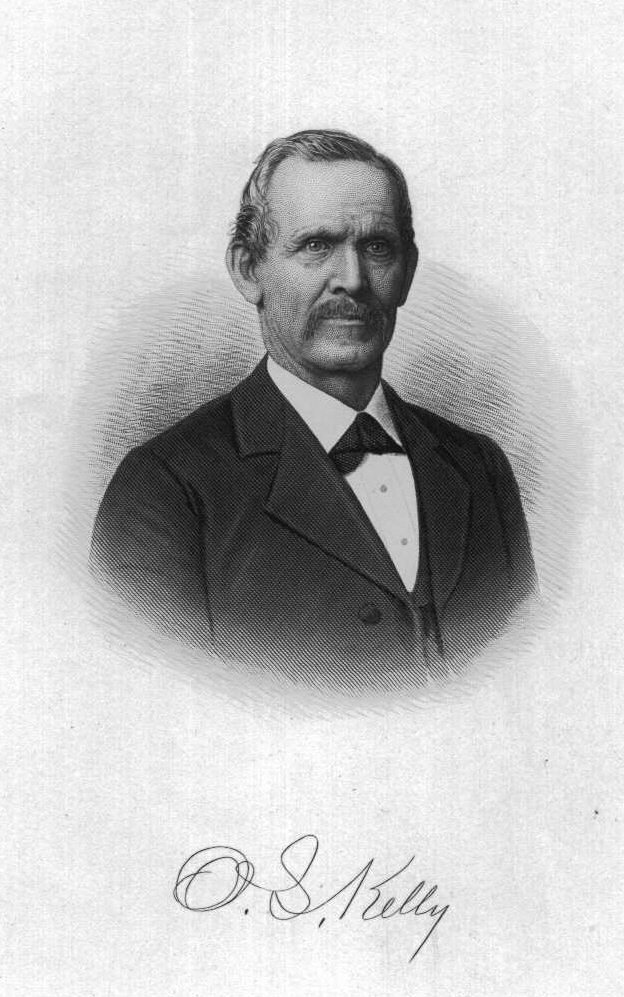
Oliver S. Kelly (1880)

 Oliver Smith Kelly  (* 1824 in Springfield, Ohio; † 9. April 1904S. 296) war ein Goldsucher, Investor, Pionier der Konstruktion von Landmaschinen, Dreschmaschinen, Dampfmaschinen, Road Rollers (dampfgetriebene Traktoren), Hersteller von Klaviersaitenrahmen (unter anderem für Steinway), Goldminenbesitzer und zusammengenommen ein bedeutender Industrieller des US-Bundesstaates Ohio im 19. Jahrhundert.S. 1

## Leben

### Kindheit und Jugend
Vater John Kelly war irischer Abstammung und besaß eine Farm im Clark County. Er starb früh (35-jährig) im Dezember 1824, als Sohn Oliver gerade neun Monate alt war. Dessen Mutter lebte weiter auf der Farm, heiratete aber vier Jahre später ein zweites Mal. Oliver S., der bei seiner Mutter geblieben war, sah sich mit seinen 14 Jahren gezwungen, sein Leben selbst in die Hand zu nehmen. Zum Glück kam er bei der Familie von W. F. McIntire (von ihm „Onkel Billy“ genannt) unter, dem er auf der Farm half. Im Frühjahr 1842 begann er in Springfield eine dreijährige Lehre bei dem Zimmermann Joseph McIntire, einem Bruder seines Pflegevaters.

### Bauunternehmer und Kalifornien
Nachdem er über ein Jahr als Geselle gearbeitet hatte, gründete er mit J. A. Anderson als Partner die Firma Anderson & Kelly und machte sie innerhalb von sechs Jahren zu einer führenden Bauunternehmung im Clark County.
Im Frühjahr 1852 löste er die Partnerschaft auf, ließ Frau und Kind zurück und ging nach Kalifornien.
Der versierte Tischler und Zimmermann machte als Bauunternehmer für die Wohnungen der Bergleute des kalifornischen Goldrauschs ein Vermögen von mehreren tausend Dollar. Andere Quellen vereinfachen und meinen, Kelly habe seinen Reichtum bei der Goldsuche erworben.S1&3
Nach fast vier Jahren hatte er genug Startkapital zusammengetragen und kehrte 1856 nach Springfield zurück. Er investierte einen kleinen Teil seines Kapitals und beteiligte sich für kurze Zeit an einem Lebensmittelgroßhandelshaus.

### Whiteley & Fassler & Kelly und die Champion-Maschine
In Springfield hatten William N. Whiteley und Jerome Fassler 1855 die Firma Whiteley & Fassler gegründet, die mit ihrer „Champion“ eine erfolgreiche pferdebetriebene Mäh- und Erntemaschine herstellte. Sie benötigte dringend Kapital, um die Produktionskapazitäten an die hohe Nachfrage anzupassen. Mit Oliver S. Kelly kamen nun drei außergewöhnliche Menschen mit besonderen Fähigkeiten zusammen: William N. Whiteley hatte mit der Erfindung und dem Prototyp die Voraussetzung geschaffen, Jerome Fassler verfügte über die erforderlichen subtilen Fähigkeiten, die Maschine weiterzuentwickeln und zu produzieren, und Kelly kam genau zum rechten Zeitpunkt, schloss das Finanzierungsloch und brachte neben dem Geld noch zusätzlich seine eigenen Fertigkeiten in der industriellen Mechanik ein.
Die Probleme und Hindernisse, mit denen das junge Unternehmen auf seinem Weg zu kämpfen hatte, verlangten hohe physische und psychische Anstrengungen. Kelly arbeitete mit seinen Partnern häufig von vier Uhr morgens bis weit in die Nacht.
Kelly besaß über seine handwerklichen Fähigkeiten hinaus gründliche und klare Vorstellungen über die Unternehmensziele. Seine Abteilung war auf Holzbearbeitung spezialisiert, die bezüglich Qualität mit den anderen Unternehmenszweigen rivalisierte. Außerdem beaufsichtigte er die Werkstätten, später die gesamte mechanische Abteilung des Unternehmens sowie den Versand- und Auslieferungsbereich.
Zu Details über die Firmenentwicklung und die Rollenverteilung siehe Champion Interest.

### O. S. Kelly Company und Kelly Straßenroller
1881 verließ Oliver S. Kelly die Unternehmensgruppe „Champion Interest“ wegen Meinungsverschiedenheiten mit dem risikofreudigen William N. Whiteley über die Weiterentwicklung und verkaufte ihm seine Firmenanteile. Er war jetzt ein Spätfünfziger und seine beiden Söhne in einem Alter, selbst unternehmerische Verantwortung zu übernehmen. Für Kelly der Anlass, seine Energien in eine entsprechende Richtung zu lenken. In der Folge widmete er sich mit eigenen Firmen dem Bereich Dampfmaschinenantriebe und -fahrzeuge.
Kelly übernahm die nach dem Bau der East Street Shops von Whiteley nicht mehr benötigte alte Produktionsstätte der Whiteley, Fassler & Kelly Company und baute sie in „Kelly's Arcade and Hotel“, später „Arcade Hotel“ genannt, um.
Im Jahre 1882 investierte er einen Teil seines Vermögens in den Kauf der „Rhinehart and Ballard Threshing Machine Works“. Mit ihm selbst als Präsidenten und seinem Sohn Oliver W. als Leiter reorganisierte er das jetzt „Springfield Engine and Thresher Company“ genannte Unternehmen. Der Gewinn stieg und die Geschäfte wurden weiter ausgebaut. 1889 oder 1890 änderte sich der Firmenname wieder, diesmal in „O. S. Kelly Company“.S3
Er fertigte darin neben Dreschmaschinen auch seinen erfolgreichen „Kelly Road Roller“ (Kelly Straßenwalze).
Ende der 1880er Jahre, als Olivers Unternehmen blühten, beschäftigte er sich intensiv mit den Entwicklungen im Dampfmaschinenbau in England. Seine Konstrukteure und Maschinenbauer begann die Springfield-Antriebe durch einen neuen Typ von Kelly-Antrieben zu ersetzen, die einige Details britischen Vorbildern entlehnten, so u. a. die Anordnung des Ventils über dem Zylinder, beide mit einer großen Dampfhülle umschlossen, die Lagerung der Antriebswellen und die Anordnung des Bedienungsstands.S3
Die Firma versuchte darüber hinaus, eine weitere britische Erfindung, den Kabelpflug (cable plowing), zu fördern. Dabei standen die – am wirkungsvollsten zwei gegenüberliegende – (Dampf-)Antriebe außerhalb des Feldes und zogen über Seilwinden wechselseitig den Pflug über das Feld. Auf den großen Anbauflächen in den USA konnte sich das Kabelpflügen jedoch nicht durchsetzen. Man sagt, dass Oliver S. Kelly damit zum einzigen Mal in seiner Karriere einen Trend falsch eingeschätzt habe.S3

### Klaviersaitenrahmen
Kelly produzierte in seiner O.S. Kelly Company in Springfield auch erfolgreich gusseiserne Klaviersaitenrahmen für Steinway & Sons. In der Blütezeit kamen 75 Prozent aller in den Vereinigten Staaten und Kanada verwendeten Klaviersaitenrahmen (piano plates) aus Springfield.S. 328
Ende der 1990er Jahre kaufte Steinway zur Sicherung der Qualität einige seiner Zulieferer auf, so im November 1999 auch die „O. S. Kelly Company“.

### Die Reed Gold Mine
Als sich Kelly in seiner Anfangszeit in Kalifornien mit dem Häuserbau sein erstes Vermögen verdiente, hatte er sich ohne Zweifel auch mit den Möglichkeiten der Goldsuche und der Verarbeitung beschäftigt. Als reicher Großindustrieller kam er in den 1890er Jahren darauf zurück und versuchte dabei, seine technischen Fähigkeiten und Möglichkeiten dafür zu nutzen.
Der bekannte kalifornische Goldrausch war bereits der zweite in den Vereinigten Staaten. Der erste fand in North Carolina statt und wurde 1799 durch den Fund eines Klumpen Goldes am Meadow Creek im Cabarrus County ausgelöst. Der 12-jährige Conrad John Reed hatte den "großen schweren Brocken" entdeckt. Sein Vater John Reed (Geburtsname Johannes Reith), ein hessischer Soldat, der für die Engländer den Aufstand der Amerikaner bekämpfen sollte, aber desertiert und wohlhabender Farmer geworden war, stellte erst drei Jahre später fest, dass es sich um Gold handelte. Er begann mit drei Partnern erfolgreich nach Gold zu schürfen und gründete die „Reed Gold Mine“. Andere Farmer stiegen mit ihren Sklaven in die lukrative Nebenerwerbsquelle ein und der erste Goldrausch kam in Gang. Von der Goldwäsche in Bratpfannen ging man zu technisierten Waschanlagen über und begann dann auch mit dem Untertageabbau. Quecksilber zum Herauslösen und Binden des Goldes in einem Amalgam, das später durch Erhitzen wieder getrennt wurde, kam zum Einsatz. In den 1820er Jahren war die kapitalintensive industrielle Goldförderung und Aufbereitung mit Bohrschächten und großen Steinzerkleinerungsanlagen und Mahlsteinen aus Chile in vollem Gang. Reed war mit seiner Minengesellschaft bis 1834 im Geschäft, überwarf sich jedoch in einem langjährigen Rechtsstreit mit seinen Partnern und starb 1843.
Die zuletzt nicht mehr voll ausgebeutete Reed-Mine wechselte mehrfach die Besitzer und im Jahr 1848 wandte sich die nationale Aufmerksamkeit den wertvolleren Goldfunden in Kalifornien und den Rocky Mountains zu. Für North Carolina endete die lange Hegemonie im Goldbergbau, die Goldsuche ging jedoch weiter. Die Gewinnmargen blieben gering und Pläne für eine hochtechnisierte Umstellung scheiterten am Kapitalbedarf. Im Januar 1895 kauften Oliver S. Kelly, O. Warren Kelly und Dr. Justin D. Lisle von Springfield, Ohio die Mine und Lisle eröffnete sie nach einigen Instandsetzungen. Große Goldfunde im Folgejahr veranlassten die Eigentümer zu großen Investitionen in Brech- und Mahlwerke und Dampfpumpen, so dass die Mine bis 1901 erfolgreich arbeiten konnte. Der Alaska-Goldrausch (Klondike 1897–98, Atlin 1899 und Nome 1900) beendete die Aktivitäten. Der Besitz blieb in den Händen der Kellys und ging 1921 offiziell auf die O.S. Kelly Company und 1850 auf Armin L. Kelly über. 1971 übernahm der Staat von North Carolina und richtete eine nationale Kulturstätte zum Andenken an den ersten amerikanischen Goldrausch ein.

### Öffentliche Ämter und andere Funktionen
Oliver S. Kelly diente der Stadt Springfield als Stadtrat sowie als treuhänderischer Verwalter für die ersten städtischen Wasserwerke und als langjähriges Mitglied des Verwaltungsrates für den Ferncliff-Friedhof. 1887 wählte man ihn zum Bürgermeister. Während seiner Amtszeit (1887–1889) leitete er den Bau des „City Building and Market“ gegenüber seinem „Arcade und Hotel“ und stiftete einen 16 m großen Brunnen, der zwischen den beiden Gebäuden an der Market Street lag, die daraufhin 1890 den Namen Fountain Avenue erhielt.
Er unterhielt gute Beziehungen zu seinem früheren Geschäftspartner Amos Whiteley, dem Bruder William N. Whiteleys und wurde mit ihm ein prominenter Aktionär und Direktor in der „Second National Bank“, bis deren Geschäfte auf das Nachfolgeunternehmen „Citizens National Bank“ übergingen.

## Nachfahren
Oliver Smith Kelly hatte zwei Söhne, die in den USA ebenfalls unternehmerisch Erfolg hatten:
- Oliver W. Kelly (* 1851;† ?)
gründete 1894 mit Bruder Edwin und dem Erfinder Arthur W. Grant die Rubber Tire Wheel Company, den Vorläufer der Kelly-Springfield Tire Company
- Edwin S. Kelly (* 17. April 1859; † 15. Mai 1934)
war 1888 Generaldirektor der Springfield Coal & Ice Company
1894 tat er sich mit Bruder Oliver W. und dem Erfinder Arthur W. Grant zusammen und gründete die Rubber Tire Wheel Company, den Vorläufer der Kelly-Springfield Tire Company
1910 baute Edwin die Kelly-Springfield Truck Company auf, blieb aber nur zwei Jahre.  In der O. S. Kelly Company war er dagegen bis 1921 tätig. Edwin hatte den Vorstandsvorsitz oder ähnliche leitende Funktionen bei mehr als einem halben Dutzend Firmen wie die Home Lighting, Heating and Power Company und die Kelly-Springfield Printing Company. Für längere Zeit war er auch Zeitungsverleger.[15]

## Persönliche Wertung und Ehrungen
Kelly schrieb man neben Scharfsinn, Verstand und wirtschaftlichem Geschick auch ein hohes Maß an menschlicher Qualifikation zu. Seine Menschenliebe (Philanthropie) und Wohltätigkeit sollen ein Hauptfaktor für das materielle Wachstum und den Wohlstand des Unternehmens und der Stadt Springfield gewesen sein.
Als Kelly starb, schrieb die örtliche Zeitung: 
"Denjenigen, die ihn kannten, braucht man nicht von seinen Tugenden erzählen; 
die Unglücklichen, die ihn nicht kannten, werden niemals verstehen können, wie sehr er ein Mensch unter Menschen war."

## Stammliste
1. James Kelly (* 1752 in Schottland; † 30. August 1837) Irischer Einwanderer, der sich zuerst in Virginia niederließ
⚭Catherine Stewart (* 1764 in Schottland)
  1. John Kelly (* 3. März 1789 in Monongalia County, West Virginia; † 27. September 1825) Teilnehmer des Krieges von 1812
⚭ 20. April 1818 Peggy McBeth
    1. Oliver Smith Kelly (* 23. Dezember 1824 in Springfield (Ohio); † 1904) ⚭ 23. Dezember 1847 Ruth (Peck) Kelly (* 24. Dezember 1822 in Springfield (Ohio))
Unternehmer, Erfinder, Wohltäter, Bürgermeister
      1. Oliver W. Kelly (* 1851;† ?), Unternehmer in den USA
      2. Edwin S. Kelly (1859–1934), Unternehmer in den USA[4]